# Fahinehan
Fahinehan (ehemals Talinehar) ist ein osttimoresischer Suco im Verwaltungsamt Fatuberlio (Gemeinde Manufahi). „Fahinehan“ bedeutet auf Lakalei und Tetum „Schweinezahn“.

## Geographie
Vor der Gebietsreform 2015 hatte Fahinehan eine Fläche von 48,50 km². Nun sind es 46,89 km². Der Suco liegt im Nordwesten des Verwaltungsamts Fatuberlio. Nordöstlich befinden sich die Sucos Bubussuso und Caicassa. Im Südosten grenzt Fahinhan an das Verwaltungsamt Alas mit seinen Sucos Aituha und Taitudac, im Westen an das Verwaltungsamt Same mit seinem Suco Tutuluro und im Norden an das Verwaltungsamt Turiscai mit seinen Sucos Mindelo und Orana. Entlang der Westgrenze fließt der Sui, ein Nebenfluss des Caraulun.
Durch den Süden des Sucos Fahinehan führt eine Überlandstraße, die die Gemeindehauptstadt Same mit dem Hauptort des Verwaltungsamts Welaluhu. An ihr liegt das Dorf Kakai. Der restliche Suco ist nur schlecht mit der Außenwelt verbunden. So mussten für die Parlamentswahlen in Osttimor 2007 die Wahlurnen zum Wahllokal mit einem Hubschrauber hingebracht und wieder abgeholt werden. Im Zentrum von Fahinhan befindet sich der Ort Daramata (Daramatan) und im Nordwesten die Dörfer Orilo, Daurata, Riamori, Ainessi (Ainesi) und Patukilat. Grundschulen gibt es in Orilo und in Daramata. Im Norden gibt es außerdem eine medizinische Station und einen provisorischen Hubschrauberlandeplatz.
Im Suco befinden sich die vier Aldeias Ainessi, Daramata, Daurata und Riamori.

## Einwohner
Im Suco leben 1.536 Einwohner (2022), davon sind 794 Männer und 742 Frauen. Im Suco gibt es 263 Haushalte. Über 95 % der Einwohner geben Lakalei als ihre Muttersprache an. Fast 3 % sprechen Tetum Prasa und eine kleine Minderheit Tetum Terik.

## Geschichte
Fatuberlio war 1976 ein Rückzugsgebiet der FALINTIL, die gegen die indonesischen Invasoren kämpfte. Die Einwohner der Sucos Fahinehan, Caicassa und Bubussuso ergaben sich den Invasoren 1978, nachdem die Widerstandsbasis (base de apoio) Centro Sul zerstört worden war. Zunächst wurden sie in der Küstenregion Manufahis versammelt, dann in Fahinehan unter der Kontrolle des indonesischen Airborne Infantry Battalion 100. Viele der Zivilisten starben durch den Mangel an Nahrungsmitteln und Medikamenten. In der Umgebung durften die Internierten nur in Begleitung von Soldaten nach Nahrung suchen. Dabei durften sie sich nicht mehr als ein Kilometer vom Lager entfernen. Zwei Männer wurden erschossen, weil sie die Grenze überschritten hatten. Auch im Ort Turiscai wurden Einwohner der drei Sucos interniert.
1981 wurden die Einwohner von Fahinehan und der Bubussuso von den indonesischen Besatzern nach Oeto (Suco Dotik, Verwaltungsamt Alas) zwangsumgesiedelt, weil sie in Verdacht standen, die FALINTIL weiter mit Nahrungsmitteln zu versorgen. Die Felder wurden von den indonesischen Soldaten niedergebrannt, damit sie nicht der Widerstandsbewegung nutzen konnten. Für die Zwangsumgesiedelten wurde der neue Ort Weberec gegründet. Da die Menschen aus dem Norden von Fatuberlio als Bergbewohner nur ihre fruchtbaren Felder gewohnt waren, hatten sie Schwierigkeiten im heißen, sumpfigen Flachland, was zu vielen Todesfällen führte. Bis 1983 erfolgte die Rücksiedlung in die angestammten Gebiete.

## Politik
Bei den Wahlen von 2004/2005 wurde José Agusto Amaral zum Chefe de Suco gewählt. Bei den Wahlen 2009 gewann Gonçalo Natalino da Costa und 2016 António da C. Tilman.

## Persönlichkeiten
- Arão Noé da Costa Amaral (* 1955), Politiker